# Phan Thiết
Phan Thiet is een stad in Vietnam en is de hoofdplaats van de provincie Bình Thuận. Phan Thiet telt naar schatting 170.000 inwoners.